# Turnerschaft Hannover von 1852
Die Turnerschaft Hannover von 1852 ist ein Sportverein in Hannover.

## Beschreibung
Der Sportverein wurde 1852 als Turncorps im Arbeiter-Verein zu Hannover gegründet. 1919 erfolgte die Namensänderung auf Turnerschaft Hannover von 1852, die aber weiterhin die Turn- und Sportabteilung im Arbeiter-Verein Hannover blieb. 1927 wurde der Verein die Turn- und Sportabteilung des Vereins für Fortbildung Hannover. Nach dem Verbot der Sportvereine nach dem Zweiten Weltkrieg wurde 1946 der Verein Turnerschaft Hannover von 1852 wieder gegründet. Innerhalb des Vereins gibt es heute die Sparten Faustball, Gymnastik, Freizeitfußball, Nordic Walking, Tischtennis, Turnen, Wandern

### Sportstätten
1852 fanden die ersten Übungen in einem Schuppen statt. 1865 konnten die Übungen erstmals in einem städtischen Turnhalle stattfinden. Ab 1891 wurden die Übungen der Männerunterabteilung in eine weitere städtische Turnhalle verlegt. 1910 erfolgte die Einweihung des ersten Sportplatzes auf der großen Bult. 1920 wurde von der Stadt Hannover dem Verein ein Sportplatz in der Steintormasch zugeteilt. Bei den Luftangriffen auf Hannover wurde der Sportplatz 1943 zerstört. Nach dem Zweiten Weltkrieg konnte ab 1948 wieder in einer Turnhalle mit dem Turnen begonnen werden. 1954 erfolgte der Umzug in eine andere Turnhalle. 1957 wurde der Sportplatz an der Schule am Schweriner Platz zugewiesen. 1966 nutzte der Verein eine weitere Turnhalle. 1971 wurde der Übungsbetrieb auf der umgebauten Spielwiese neben dem HSV-Bad in Herrenhausen aufgenommen, der 1975 ausgebaut wurde.

## Sparte Faustball
Die Sparte Faustball besteht bereits seit 1908 als eine Spielabteilung innerhalb des Vereins gegründet wurde. Von 1921 bis 1939 wurden Faustballturniere durchgeführt. 1935 wurde erstmals eine Deutsche Meisterschaft ausgerichtet. Ab 1948 wurde das Training wiederaufgenommen und eine Mannschaft zum Deutschen Turnfest nach Frankfurt entsandt. 1949 wurde der Punktspielbetrieb wieder aufgenommen. 1952 wurde ein Faustball-Jubiläumsturnier durchgeführt, das ab 1963 bis 1995 wieder stattfand. Von 1965 bis 1995 wurde dazu eine Mehrkampfanlage beim Niedersachsenstadion genutzt; 1978 nahmen 190 Mannschaften teil. 1994 wurde erstmalig der Deutsche Meistertitel bei den Herren geholt, dem 1995 der erste Europokalsieg der Landesmeister bei der Austragung in Hannover folgte. 1997 konnte bei gleichzeitiger Ausrichtung in Hannover der Weltpokal geholt werden. Heute gibt es bei der Sparte neben der Erwachsenenmannschaft, die früher in der Faustball-Bundesliga spielte, nur noch Mannschaften in den Altersklassen Ü45 und Ü60.

## Bekannte Vereinssportler
- Olaf Neuenfeld, Bundestrainer Faustball
- Martin Becker

## Sonstiges
Für das Deutsche Turnfest 1958 in Hannover war das Vereinssportgelände Drehort für den Turnfestfilm „3 Millionen + 2“.